# Orthostichopsis scaberula
Orthostichopsis scaberula là một loài rêu trong họ Pterobryaceae. Loài này được (Renauld & Cardot) M. Fleisch. mô tả khoa học đầu tiên năm 1904.